# Kuno von Hardenberg

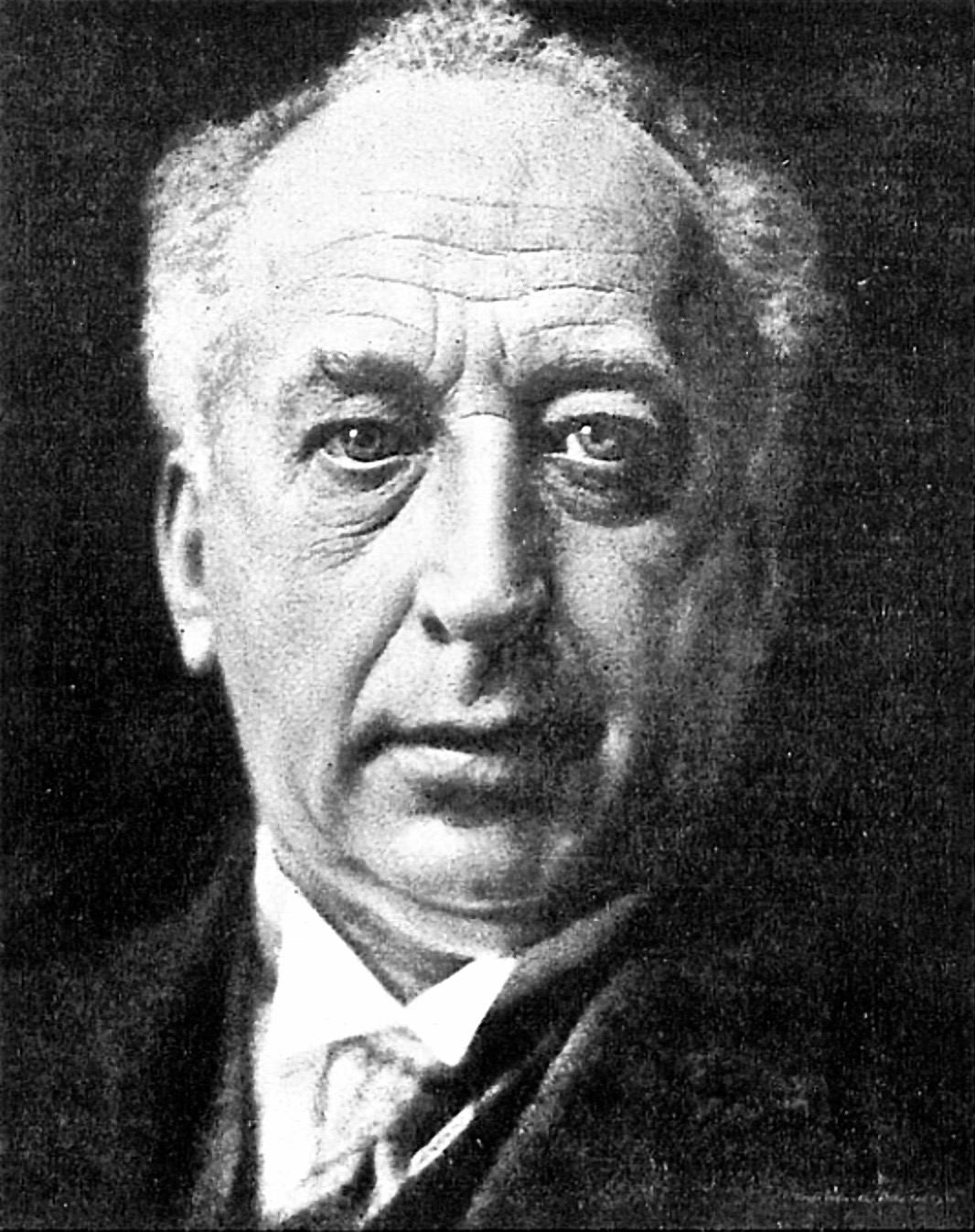
Kuno Ferdinand Graf von Hardenberg als 60-Jähriger im Jahr 1931

Kuno Graf von Hardenberg (* 13. August 1871 in Nörten-Hardenberg; † 15. November 1938 in Darmstadt), geboren als Kuno Ferdinand Edzard Ernst Carl Alexander Graf von Hardenberg, war ein deutscher Jurist, Kunsthistoriker, Maler, Innenarchitekt, Museumsdirektor, Schriftsteller und Großherzoglicher Hofmarschall von Hessen-Darmstadt.

## Familie
Er war Sohn des Fideikommissherren auf Hardenberg, Karl Graf von Hardenberg (1827–1913), und dessen Ehefrau Gisella Gräfin von Christalnigg von und zu Gillitzstein (1840–1912).

## Leben

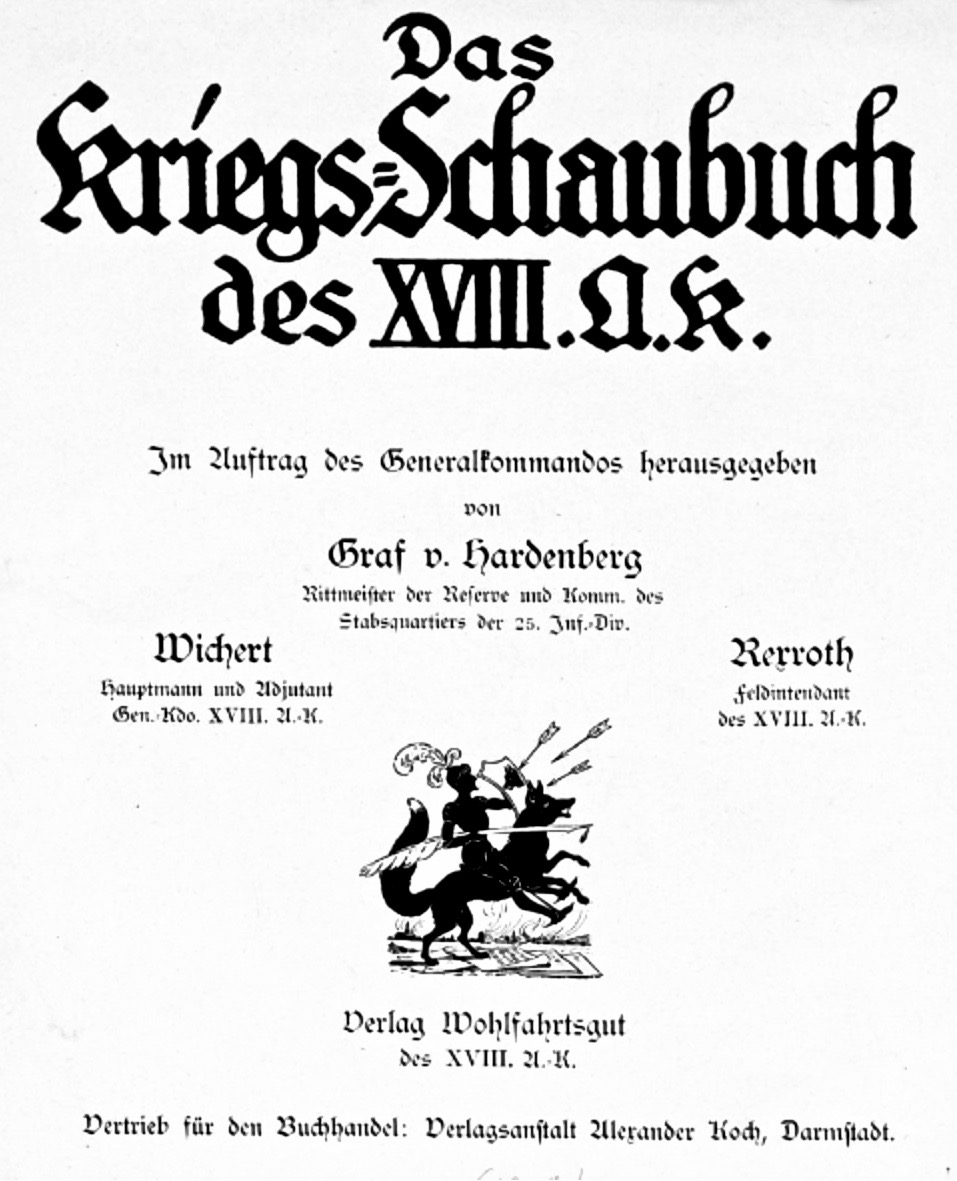
Das Kriegs-Schaubuch des XVIII. A. K., 1918

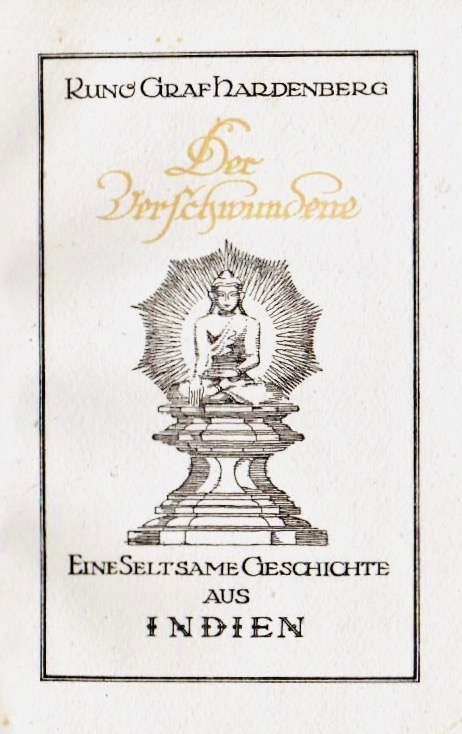
Der Verschwundene, 1920

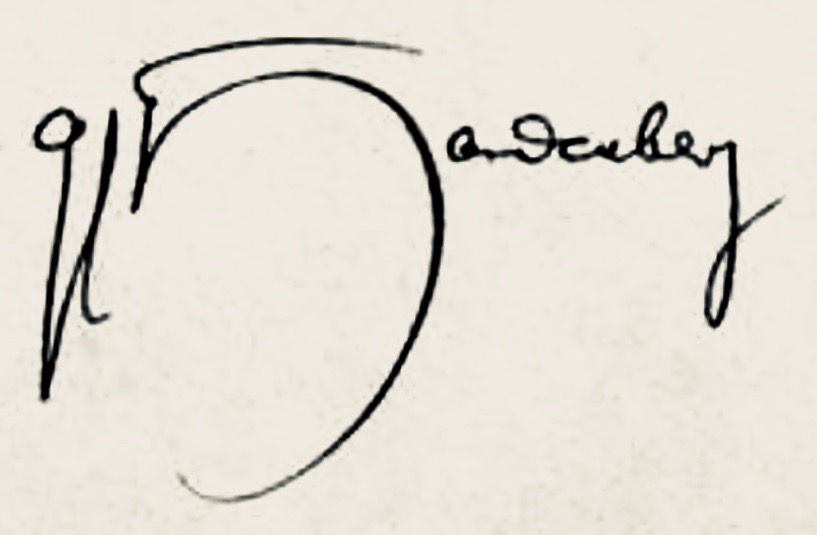
Kuno von Hardenbergs Unterschrift, 1930

Kuno Graf von Hardenberg, der einen durch den preußischen Reformminister Carl August Fürst von Hardenberg und den Romantiker Novalis (eigentlich: Georg Philipp Friedrich von Hardenberg) sehr bekannten Familiennamen trug, studierte in Darmstadt Rechtswissenschaften und leistete sein Referendariat am Oberlandesgericht Celle. Während dieses Studiums interessierte er sich bereits für die schönen Künste.
Er arbeitete neben Curt Abel-Musgrave, Karl von Arnswaldt, Carl Busse, Engelbert von Kerkering, Agnes Miegel, Carl Mönckeberg, Börries von Münchhausen, Levin Ludwig Schücking, Paul Viertel u. a. an dem 1896 begründeten akademisch-literarischen Göttinger Musen-Almanach lyrischer Gedichte, Balladen und kurzer Erzählungen mit, dessen Titel an den gleichnamigen berühmten Vorläufer des Göttinger Hainbundes erinnern sollte.
Seinen Militärdienst leistete er als Rittmeister der Reserve beim 2. Großherzoglich Hessischen Leib-Dragoner-Regiment No. 24 in Darmstadt. Er entschied sich, an der Sorbonne in Paris ein zweites Studium aufzunehmen, das der Kunstwissenschaften. Währenddessen widmete er sich der Aktmalerei. Anschließend begann der 29-Jährige eine Weltreise, die ihn am Neujahrstag 1901 beginnend vom Münchner Hauptbahnhof über Italien und Ägypten nach Sri Lanka, Indien, Indonesien und China nach Japan führte. Darüber veröffentlichte er einen ausführlichen Reisebericht.
Mit Sascha Schneider, dem er seit 1902 in Freundschaft verbunden war, korrespondierte er intensiv und förderte diesen auch finanziell. Mit Schneider nahm er an Künstlertreffen teil, z. B. mit Karl May und dessen Ehefrau Klara bei Wilhelm Kreis.

„Wie schön war der Abend bei Wilhelm Kreis. Diese lieben, guten Menschen. Wie schlicht und groß stand mein Karl neben dem geistvollen Grafen Hardenberg. Alle fühlten, daß Karl über ihnen stand, geistig.“

Aus der Zeit zwischen 1918 und 1937 sind Teile seiner Korrespondenz (Briefe und Telegramme) mit Max Behrend und Gerhart Hauptmann erhalten.
Als künstlerischer Mitarbeiter wurde er beim Ausbau des Schlosses Tarasp im schweizerischen Engadin tätig, das dem Dresdner Industriellen Karl August Lingner gehört hatte. Dieses fiel nach Lingners Ableben an den befreundeten Großherzog Ernst Ludwig von Hessen-Darmstadt. Kuno Graf von Hardenberg, während des Ersten Weltkrieges vom Dienst an der Front freigestellt, jedoch als Kommandeur des Stabsquartiers der 25. Infanterie-Division verzeichnet, wurden die organisatorischen Arbeiten für die Übernahme des Schlosses übertragen. Ab 1917 fungierte er als letzter Hofmarschall des Großherzogs, der ihn neben seiner Haus- und Vermögensverwaltung mit der Inventarisierung seiner privaten Sammlungen beauftragte. Kuno Graf von Hardenberg richtete mit diesen Sammlungen sowohl das im September 1918 eröffnete Jagdmuseum auf Jagdschloss Kranichstein ein als auch das 1924 eröffnete Residenz- und Heeresmuseum im Residenzschloss Darmstadt. Dem Hause Hessen und bei Rhein fühlte er sich außerordentlich verbunden.
Am 16. März 1918 gründete er auf Anregung des Großherzogs die Gesellschaft Hessischer Bücherfreunde. Diese fokussierte ähnlich der seit 1907 bestehenden fürstlichen Ernst-Ludwig-Presse auf Veröffentlichungen, die höchsten bibliophilen Ansprüchen genügen sollten, richtete sich jedoch abweichend von dieser an einen weiter gefassten Leserkreis. Die Gesellschaft wurde unter seiner Leitung eine der mitgliederstärksten Bibliophilenvereinigungen Deutschlands.

„Bücher im schönen Gewand – ein festlich gekleideter Freundeskreis, der uns mehr geben kann als die auserlesenste Gesellschaft.“

Kuno Graf von Hardenberg war maßgeblich an der Gründung der Gesellschaft für freie Philosophie des Hermann Graf Keyserling beteiligt, deren Vorsitz er übernahm. Er verfasste eine große Vielzahl von Beiträgen für Kunst-Fachzeitschriften.
Öffentliche Beachtung fand im Herbst 1928 ein Raubüberfall auf seine im Darmstädter Neuen Palais angesiedelte Dienstwohnung, der nie vollständig aufgeklärt werden konnte.
Nach 1931 stand Kuno Graf von Hardenberg mit dem Direktor des China-Instituts der Johann Wolfgang Goethe-Universität in Frankfurt am Main, Erwin Rousselle, in Kontakt.
1932 beschrieb er in seiner Veröffentlichung Rosenkranz und Bafomet, dass er den Bafomet als magisches Quadrat der Kabbala dechiffriert habe. Durch dieses Buch wurde er von den Freimaurern wahrgenommen, die ihn bis heute verzeichnen.
Kuno Graf von Hardenberg verstarb 67-jährig an den Folgen eines schweren Verkehrsunfalls. Sein Nachlass wurde am 29. und 30. März 1939 versteigert. Briefe und Texte aus dem Besitz des Kuno Graf von Hardenberg werden im Hardenberg-Archiv verwahrt.

## Werke (Auszug)
- Eine Reise um die Erde im Jahre 1901. Hardenberg-Wilthen AG, Hardenberg o. J. (Nachdruck: ISBN 978-3-932313-32-5)
- Sascha Schneider auf der Dresdner Kunstausstellung. In: Deutsche Kunst und Dekoration, Heft 15, 1904/05, S. 49–57. Sonderdruck [1905] OCLC 918500781
- Cyrill oder: Was Teutsche Treue vermag. Tittel Nachf., Dresden [1905]. OCLC 600936832
- Speculum virtutis oder Weiblicher Tugendspiegel. Erklärung der Deckenschnitzerei in der Kemenate des Schlosses Tarasp. Verlag der Schlossverwaltung Tarasp [1910er Jahre] OCLC 600945312
- als Hrsg.: Das Kriegs-Schaubuch des XVIII. A.K. im Auftrag des Generalkommandos. A. Koch, Darmstadt 1918. OCLC 560177748
- Das Jagdschloß Kranichstein und die Jagdmaler des Landgräflichen Hofes zu Darmstadt. Führer durch Schloss und Sammlungen. Darmstadt 1918. OCLC 916365832
- Geschichte des Heeresmuseums und einiger berühmter Uniformröcke im Residenzschloß zu Darmstadt. [um 1918]. OCLC 953674699
- mit Großherzog Ernst Ludwig von Hessen-Darmstadt: Ostern. Ein Mysterium in 3 Aufzügen. Wittich, Darmstadt 1919.
- Herkunft, Leben und Wirken des hochfürstlichen hessen-darmstädtischen Ober Cabinets- und Hofmahlers Johann Christian Fiedler nach alten u. neuen Quellen. Schlapp, Darmstadt 1919. OCLC 313722633
- mit Georg Johann Köhler: Der Verschwundene. Eine seltsame Geschichte aus Indien (= Das Orientalische Kabinett, Buch 4). Gesellschaft Hessischer Bücherfreunde, Darmstadt 1920. OCLC 71949560
- mit Hans Bohn: Lono und Kaikilani. Eine Sage der Hawaiier. Nach älteren Quellen erzählt. Gesellschaft Hessischer Bücherfreunde, Darmstadt 1920. OCLC 600945232
- Gästebuch. Darmstadt [um 1920] OCLC 72482589
- mit Louis Kelterborn u. Paul Weber: Selig ist wer sein Geschick. Choral für vierstimmigen gemischten Chor. Partitur [um 1920] OCLC 79799976
- mit Adolf Metus Schwindt: Vom Tanzen. Eine angenehme Abhandlung, erstmalig aus dem Italienischen verdeutscht. Buchdrucker-Gemeinschaft, Darmstadt 1920. OCLC 71949549
- Die Geschichte der Prinzessin (Das orientalische Cabinett, Buch 3). Gesellschaft Hessischer Bücherfreunde, Darmstadt 1920. OCLC 600937969
- Die Zigaretten des Dr. Nathan Epstein Jagitzer (Das orientalische Cabinett, Buch 2). Gesellschaft Hessischer Bücherfreunde, Darmstadt 1922. OCLC 600945530
- Amphitryon ermahnt die Köche und die Musikanten vor dem Feste. Aus den Rittelbusch-Fragmenten erstmalig abgedruckt und als bibliophile Gabe zur Speisenfolge. Gesellschaft Hessischer Bücherfreunde, Darmstadt 1922. OCLC 46305986
- als Hrsg.: Valentin Wagner u. Julius Reinhard Dieterich: Büchlein von Der Niddaer Schweinshätz so anno 1633 gehalten worden Deß Durchleuchtigen Hochgeborenen Fürsten und Herrn, Herrn Philippsen deß dritten, Landgrafen zu Hessen, Graven zu Catzenelnbogen, Dietz, Ziegenhayn und Nidda etc. Artig umrissen… und erstmalig in Druck gesetzt. Gesellschaft Hessischer Bücherfreunde, Darmstadt 1922. OCLC 718854710
- mit Hermann Graf Keyserling u. Carl Happich: Das Okkulte. O. Reichl, Darmstadt 1923. OCLC 720993247
- mit Karl Esselborn: Ernst Elias Niebergall. Sein Leben und seine Werke. Gesellschaft Hessischer Bücherfreunde, Darmstadt 1923. OCLC 72504180
- mit A. C. Ray: Bengalisches Leben. Aufzeichnungen eines jungen Bengalen (= Kulturen der Erde, 2). Folkwang-Verlag, Darmstadt u. a. 1923. OCLC 72689735
- mit Annelise Reichmann (Mitw.): Achmed, der eleganteste der Menschen oder Was nennen wir Wahlkunst. Gesellschaft Hessischer Bücherfreunde. H. Hohmann, Darmstadt 1924. OCLC 40826261
- Die Cigarettendose. Gesellschaft Hessischer Bücherfreunde. H. Hohmann, Darmstadt 1924.
- Die erste Cigarette. Den Frankfurter Bibliophilen am 22. Februar 1925 zum Mokka überreicht von der Gesellschaft Hessischer Bücherfreunde. H. Hohmann, Darmstadt 1924. OCLC 71949565
- Hans Holbein der Jüngere. Die Madonna des Bürgermeisters Meyer zum Hasen 1525–1925. Gesellschaft Hessischer Bücherfreunde, Darmstadt 1925. OCLC 312855754
- Der Roman eines berühmten Bildes. Zum 400. Geburtstag der Holbeinischen Madonna. 1925. Sonderdruck aus Neckar-Rundschau, Nr. 30, (1925). OCLC 551115024
- mit Edmund Schilling: Karl Philipp Fohr. Leben und Werke eines deutschen Malers der Romantik. Urban-Verlag, Freiburg im Breisgau 1925. OCLC 938803120
- mit Annelise Reichmann u. Sofie Gengnagel (Mitw.): Totentanz. Gesellschaft Hessischer Bücherfreunde. H. Hohmann, Darmstadt 1925. OCLC 71949554
- Hona. Tragische Oper [1926?] OCLC 560372803
- Ludwig Volkmann. Gewidmet zum 25jährigen Jubiläum als 1. Vorsteher des Deutschen Buchgewerbevereins. (= Archiv für Buchgewerbe und Gebrauchsgraphik, Jg. 63, H. 1, Sonderheft 1926). Verlag Deutscher Buchgewerbeverein, Leipzig 1926. OCLC 729323209
- Die Sandale der Nitagrit. Zur Tagung der Weimarer Bibliophilen Gesellschaft am 22. bis 25. Okt. 1926 in Leipzig den Damen gewidmet von der Gesellschaft Hessischer Bücherfreunde zu Darmstadt 1926. OCLC 39902258
- mit Alexander Koch: Das Haus eines Kunstfreundes: Haus Alexander Koch, Darmstadt. A. Koch, Darmstadt 1926. OCLC 4687916
- Trinacrius und Priscilla. Eine Sage vom Tarasper See. Gesellschaft Hessischer Bücherfreunde, Darmstadt 1926.
- Kartoffelfeuer-Poesie. Aus der Erinnerungen eines Schriftleiters. Gesellschaft Hessischer Bücherfreunde, Darmstadt 1926. OCLC 71949535
- mit Alexander Schneider: Sascha Schneider in memoriam. Gesellschaft Hessischer Bücherfreunde, Darmstadt 1929. OCLC 5589114
- 200 Jahre Darmstädter Kunst [4]. Kelsterbacher Porzellan 1761–1768. Gesellschaft Hessischer Bücherfreunde, Darmstadt 1930. OCLC 718779612
- mit Monroe Wheeler u. George L. McKay: Ignaz Wiemelers neueste Einbände. A. Koch, Darmstadt 1931. OCLC 79732035
- mit Annelise Reichmann: Rosenkreuz und Bafomet. Versuch der Lösung zweier alter magischer Quadrate. Gesellschaft Hessischer Bücherfreunde, Darmstadt 1932. OCLC 643794480
- Hessenland. Velhagen & Klasing, Bielefeld u. Leipzig 1934. OCLC 7698521
- Die Flohsammlung des Honourable Nathan Ch. Rothschild. Eine Rittelbuschiade vom Verfasser der Kartoffelfeuer-Poesie. Gesellschaft Hessischer Bücherfreunde, Darmstadt 1935. OCLC 600937662
- mit Alexander Koch: Wohnzimmer, Sitzecken und Kamine. A. Koch, Stuttgart 1942. OCLC 162828967